# 54
Het jaar 54 is het 54e jaar in de 1e eeuw volgens de christelijke jaartelling.

## Gebeurtenissen

### Italië
- 13 oktober - Keizer Claudius wordt vermoord door zijn echtgenote Agrippina de Jongere. Ze schotelt hem zijn lievelingsgerecht (paddenstoelen) voor, waarna Claudius last krijgt van buikloop en overlijdt aan vergiftiging. Nero Claudius Caesar Augustus Germanicus (r. 54-68) een stiefzoon van Claudius, wordt door de pretoriaanse garde uitgeroepen tot keizer van het Romeinse Keizerrijk.
- De 13-jarige Tiberius Claudius Caesar Britannicus, de rechtmatige troonopvolger en rivaal van Nero, wordt door de filosoof Lucius Annaeus Seneca onderdrukt.
- De Senaat verklaart Claudius tot godheid, het rijksbestuur van het Imperium wordt voor een periode van 5 jaar geleid door Seneca en Sextus Afranius Burrus.

### Romeinse Keizerrijk
- Nero weigert de Friezen vestiging in de onbewoonde bufferzone ten noorden van de Rijn, na een vergeefse tocht van twee Friese aanvoerders naar Rome.

### Parthië
- Vologases I bezet na de dood van Claudius Armenië en stelt Tiridates I aan als koning over Armenië. Hierdoor ontstaat er een oorlogsdreiging met Rome.
- Gnaius Domitius Corbulo wordt benoemd tot proconsul van Asia en vertrekt naar het Oosten om te onderhandelen met de Parthen over de twistappel Armenië.

### Klein-Azië
- Paulus vertrekt voor een zendingsreis naar Efeze, onderweg schrijft hij zijn brieven die deel uitmaken van het Nieuwe Testament.

## Overleden
- 13 oktober - Tiberius Claudius Drusus Nero Germanicus (64), keizer van het Romeinse Keizerrijk
- Gaius Stertinius Xenophon, Grieks lijfarts van Claudius